# 建灝地產集團
建灝地產集團（英語：K&K Property Holdings Limited），前身為「K&K Property」，在2013年，由羅家駒和兒子羅建一，於新加坡把旗下新加坡君樂酒店 （Grand Park Orchard）及克拉碼頭百樂酒店 （Park Hotel Clarke Quay），以14.6億坡元（其時折合約$88億港元）出售套現後，在香港成立；總部位於中環皇后大道中29號華人行17樓，經營房地產業務。
在成立期內，2013年4月，以5,320萬港元（685萬美元），向香港特別行政區政府投得位於港鐵西鐵綫（現為屯馬綫）兆康站屯門虎地項目。
2014年2月25日 ,建灝地產以29.11億元投得啟德第1i區1號地皮，物業位於沐寧街1號，以可建最高樓面約519794平方呎計，平均樓面呎價5598元，物業命名為天寰(Victoria Skye），由兩座高座「天海匯」及4座低座大樓「星寰匯」組成，提供822伙單位，原預計2018年12月底入伙，後延遲半年。
2016年3月15日，建灝地產以28.11億元投得赤柱黃麻角道鄉郊建屋地段第1201號用地，地盤面積272,329平方呎，可建樓面面積226,042平方呎，每呎樓面地價約12436元，較市場預期下限低近27%。
2017年8月16日，赤柱黃麻角道住宅用地獲屋宇署批准興建11幢4層高的分層住宅，以及32幢3層高洋房，總樓面面積22萬平方呎，項目總投資額約60億元，預期2021年落成，傾向以現樓形式發售。
2019年6月27日，建灏地産以17.6億港元向資本策略地產購入尖沙咀亞士厘道21至27号1幢住宅及2幢商廈，地盤面積約8107方呎，已獲批興建為一座商業大廈，可建總樓面面積約97284方呎計算，成交呎樓約18,503元。
2019年8月28日，建灝地產以2.44億元投得屯門景秀里與景峰徑交界的屯門市地段第549號的用地，地盤面積11,386平方呎，可建樓面面積37,574平方呎，每呎樓面地價約6499元。
2019年12月17日，建灝地產集團以1.3億英鎊 (約13.5億港元) 向房地產基金WELPUT收購位於倫敦柯芬園 (Covent Garden) 之地標商業項目Orion House。
集團旗下子公司包括壹金投資有限公司（One Gold Investment Limited）、堅維有限公司（K Wise Limited）、誠穎投資有限公司（Ultimate Chance Investments Limited）、漫域投資有限公司（Boundless Investments Limited）、精秀投資有限公司（Star Fort Investments Limited）、萃進有限公司（Time Fort Limited）、罕星有限公司（Marvel Planet Limited）、金運佳投資有限公司（Lucky Good Investment Limited）等等。
2021年6月10日，建灝地產以6.18億元，中標市建局大角咀橡樹街重建項目，每平方呎樓面地價約10308元。項目地盤面積近6663平方呎，預計完成後，可提供上限近6萬平方呎的總樓面面積。

## 主要發展項目
- 啟德天寰（822個單位組成）
- 屯門18逸品
- 大埔泓山（13幢洋房組成）
- 西貢The Capri（12幢洋房組成）
- 赤柱黃麻角道住宅用地「ONE STANLEY」，項目地盤面積約272327方呎，總樓面約226042方呎，（11座4層高分層住宅及32幢獨立洋房）
- 屯門景秀里2號上嵐（SKYEHI）（112個單位組成）
- 尖沙咀亞士厘21
- 尖沙嘴亞士厘道24至38號天星大樓地下A2A及A2B號鋪，鋪位面積約800方呎
- 大角嘴橡樹街/埃華街發展項目
- 九龍城聯合道18號文曜（SUTTON）佔地約10166平方呎，總建築面積約84365平方呎，其中住宅部分佔76,219平方呎，提供92伙，商業面積則約8116平方呎。
- 倫敦Orion House，樓面面積90916平方呎
- 倫敦Corinthian House，樓面面積約34,654平方呎，當中約22,210方呎為寫字樓樓面，另有12,444方呎為商舖樓面，
- 倫敦 Endeavour House ，樓面面積約92,297平方呎，當中79473平方呎為辦公室大樓，另設12,824平方呎作零售用途
- 倫敦 15 Adam Street，樓面面積約53,985平方尺（5015平米），包括34,093平方尺的办公空间，以及15,276平方英尺的餐饮零售空间。

## 外部連結
- 集團官方網站 （页面存档备份，存于）
- 啟德項目官方網站 （页面存档备份，存于）